# Łajzce
Łajzce – osada wsi Brzegi położony w województwie świętokrzyskim w powiecie jędrzejowskim w gminie Sobków.
W latach 1975–1998 miejscowość administracyjnie należała do województwa kieleckiego.